# Pyrausta augustalis
Pyrausta augustalis là một loài bướm đêm trong họ Crambidae.